# Ponory Dunaju

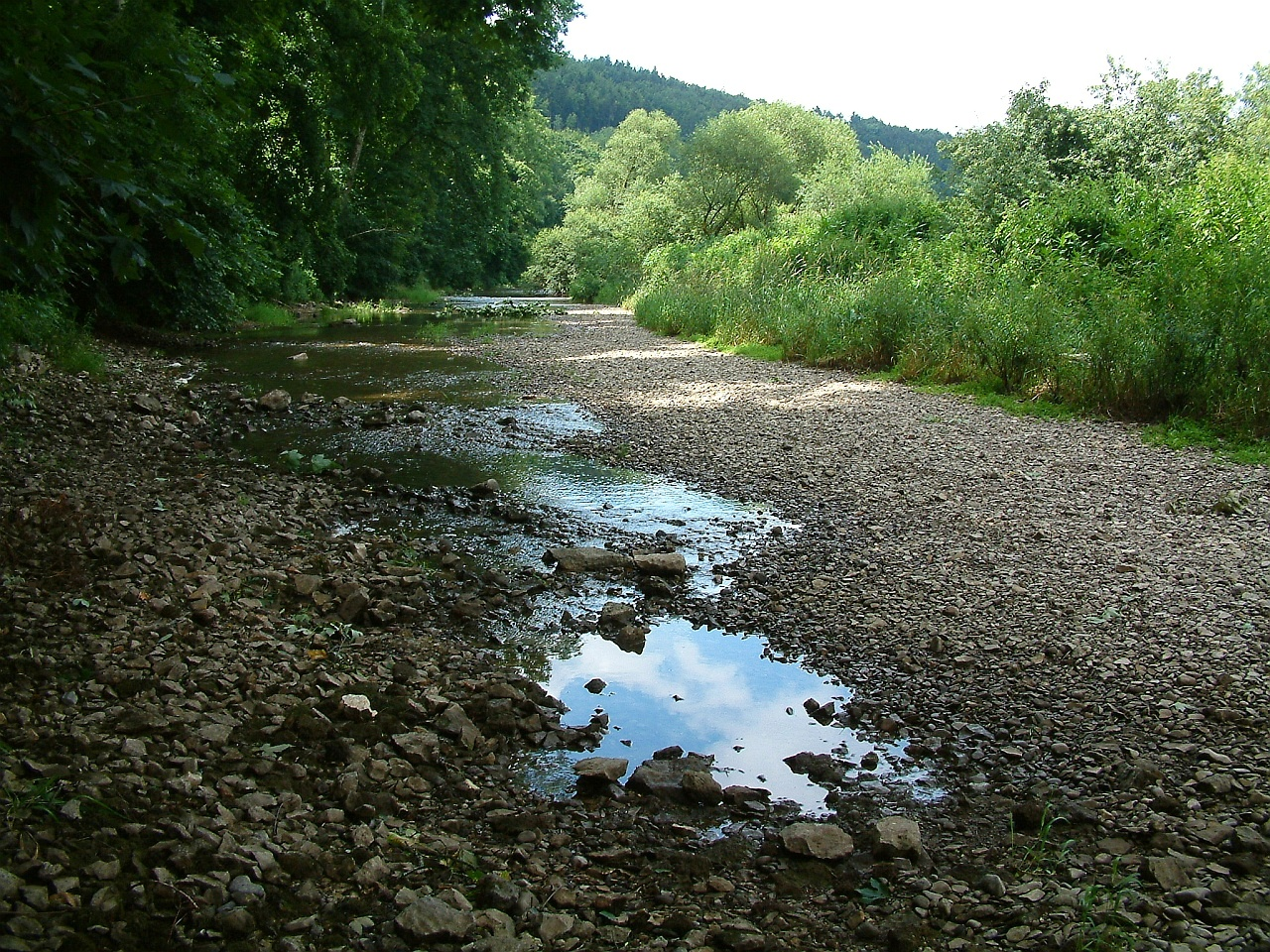
Ponor na Dunaju w pobliżu Möhringen

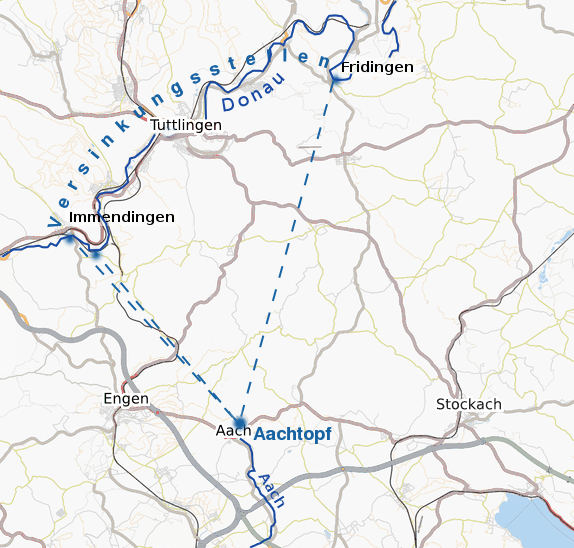
Schemat lokalizacji ponorów i trasy do Aachtopf

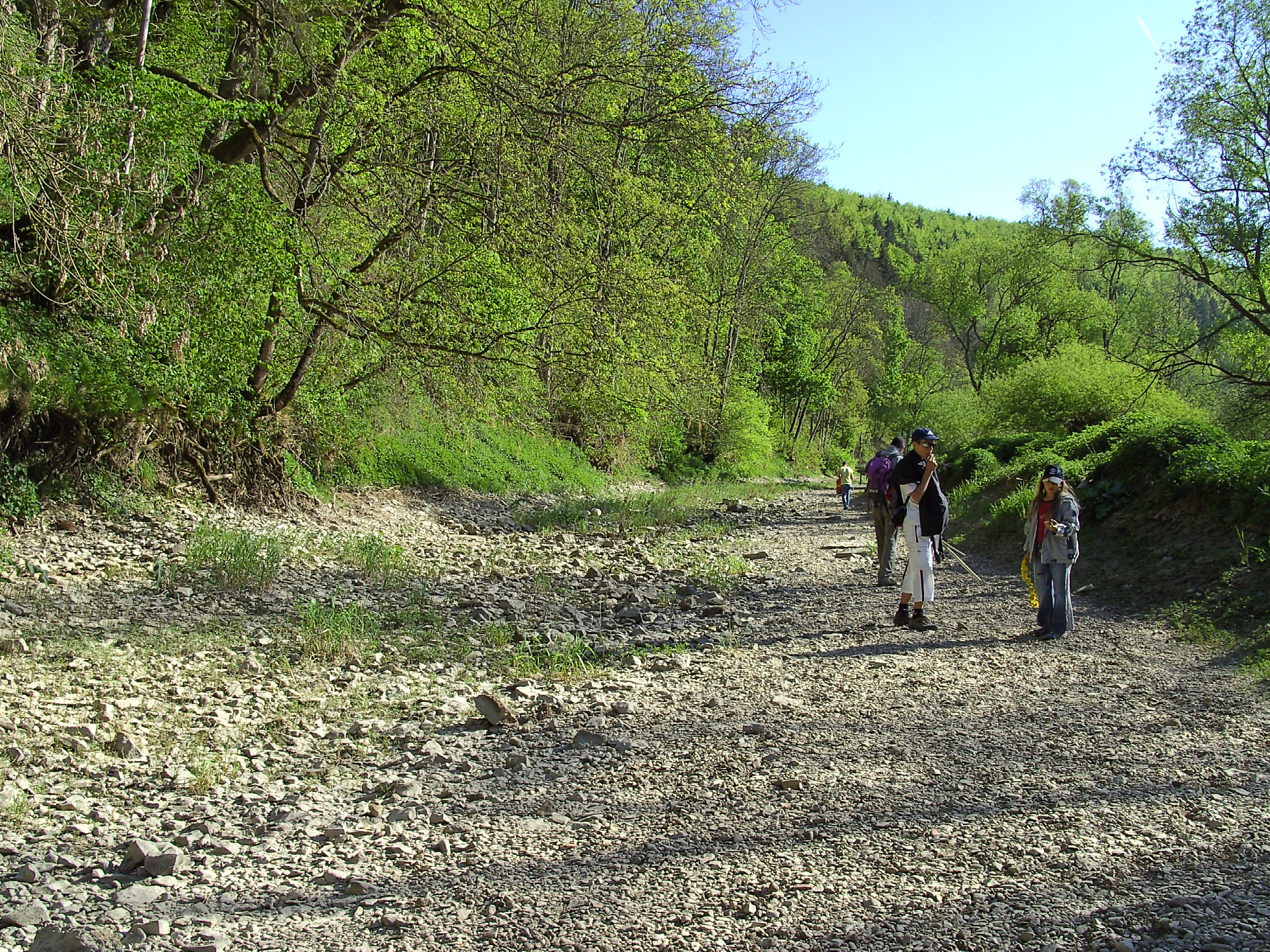
Całkowicie wyschnięte koryto Dunaju

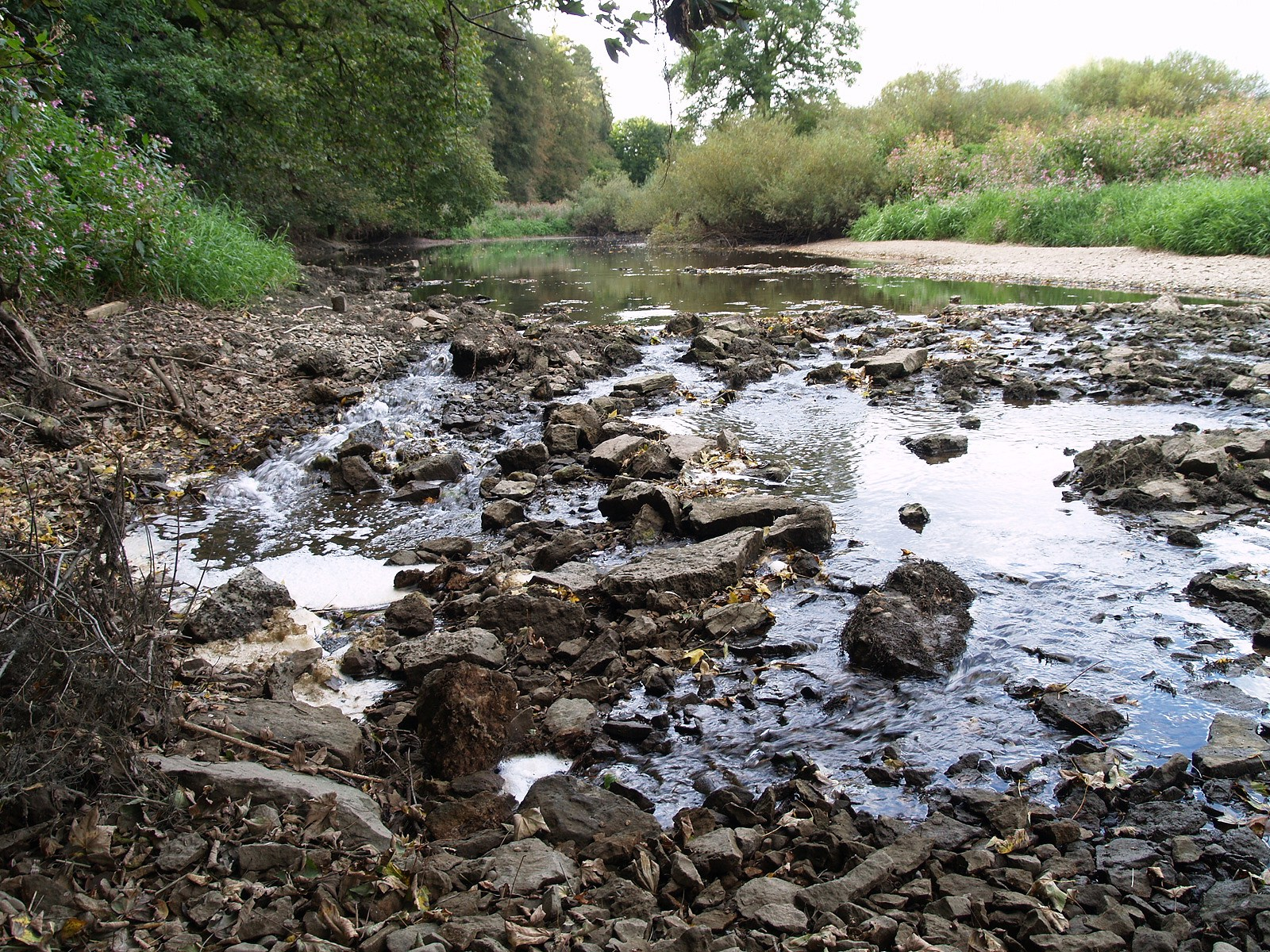
Ponor na południowym brzegu Dunaju, w głównym rejonie występowania ponorów poniżej Immendingen

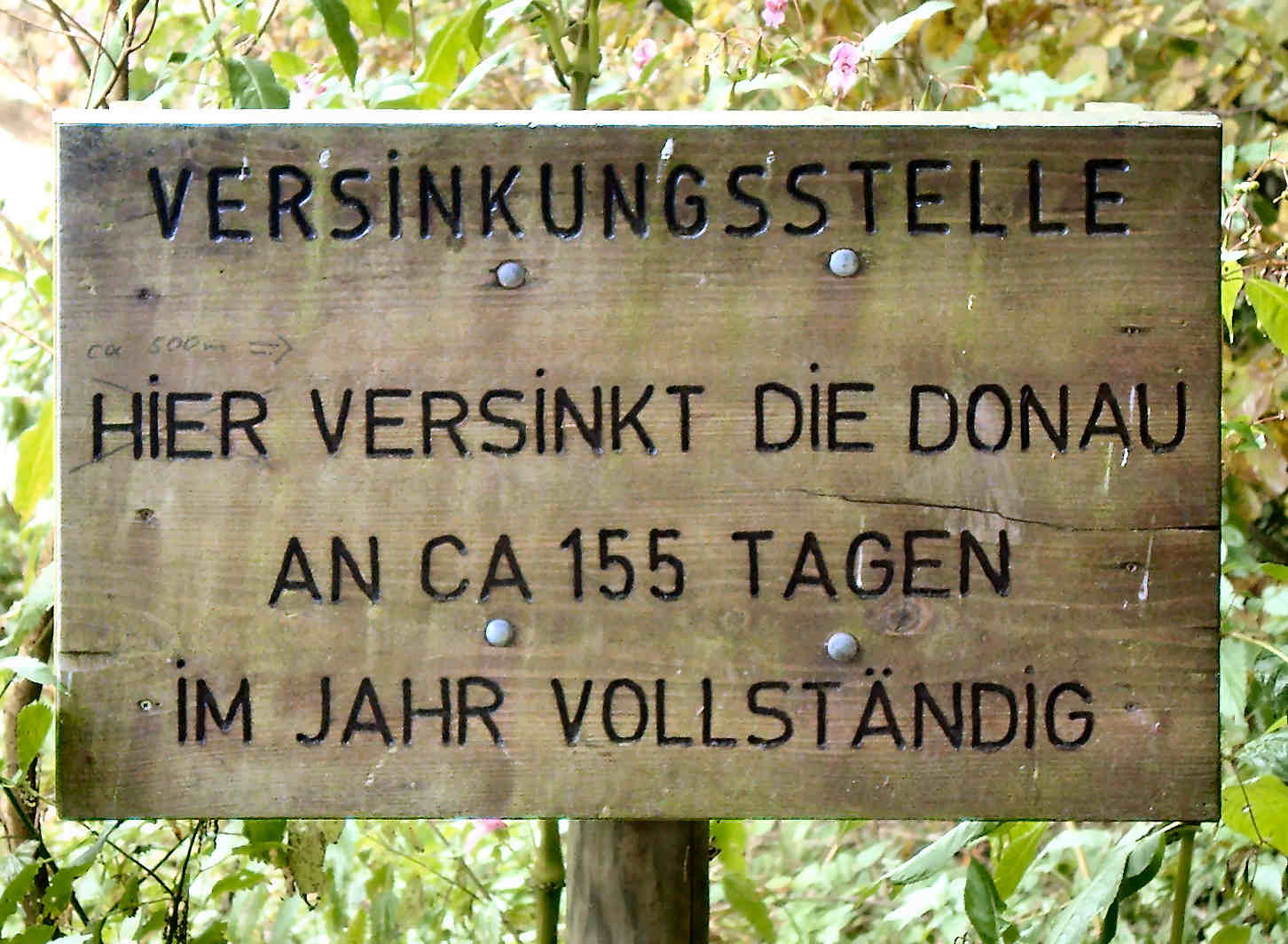
Znak w Imendingen. Tłumaczenie: „Ponor – tutaj Dunaj zanika przez około 155 dni w roku”

Ponor Dunaju (niem. Donauversinkung lub Donauversickerung) to początek podziemnej trasy przesiąkania wody z rzeki w Parku Przyrody Górnego Dunaju. Pomiędzy Immendingen i Möhringen, a także w pobliżu Fridingen (Tuttlingen) woda z Dunaju w różnych miejscach opada przez otwory krasowe w dnie rzeki. Główny lej krasowy znajduje się obok pola o nazwie Brühl, pomiędzy Immendingen i Möhringen.
Termin „tonięcie” jest dokładniejszy niż „przesączanie”, ponieważ zamiast po prostu przedostać się do gleby, woda Dunaju przepływa przez jaskinie do Aachtopf, gdzie wypływa jako źródło Radolfzeller Aach, dopływ Renu.

## Hydrografia
Tonące wody Dunaju znikają w systemie wód krasowych dobrze uwarstwionej formacji wapiennej, warstwie ox2, Jury Białej i pojawiają się ponownie w poziomej warstwie wapienia, warstwie ki4, około dwunastu kilometrów dalej w Aachtopf. Następnie wpadają jako Radolfzeller Aach do Jeziora Bodeńskiego w Radolfzell. W ten sposób część wód Dunaju wpływa również do Renu. To położenie geograficzne jest ciekawą cechą dużego europejskiego działu wodnego, który oddziela zlewnie Morza Północnego i Morza Czarnego.
Woda płynie przez różne małe lub bardzo małe pęknięcia i szczeliny; kras w tych miejscach jest najwyraźniej na wczesnym etapie rozwoju. System jaskiń Aachtopf, czyli podziemnej odnogi Dunaju jest jednak prawdopodobnie już dobrze rozwinięty; Można to wywnioskować ze ścisłej korelacji temperatur wody w Dunaju i źródła Aachtopf, która lepiej odpowiada zachowaniu podziemnej rzeki niż układu rozgałęzionego.

## Historia
Pierwszy udokumentowany przypadek całkowitego zaniknięcia Dunaju w otworze datowany jest na rok 1874. Od tego czasu liczba dni w roku, w które ma to miejsce, gwałtownie wzrosła. W latach 1884–1904 działo się to średnio 80 dni w roku. W 1922 r. zdarzało się to tylko przez 29 dni. W 1923 roku liczba ta wzrosła jednak do 148. W latach 1933–1937 średnia wynosiła 209; od 1938 do 1945 było to 270 dni. Najwięcej jak dotąd odnotowano w roku 1921, który wynosił 309 dni.
Związek między ponorem a źródłem z Aachtopf udowodniono w październiku 1877 roku. Geolog Adolf Knop z Technische Hochschule Karlsruhe wlał 10 kg fluoresceiny sodu, 20 ton soli i 1200 kg ropy łupkowej do Dunaju w dniu 9 października. Po 60 godzinach w Aachtopf odnaleziono wszystkie trzy substancje. Wodę w Aachtopf opisano jako „cudownie oświetloną zielenią” fluoresceiną i smakującą kreozotem.
Później zbadano połączenie poszczególnych zapadlisk. W 1908 r. eksperyment ze spuszczaniem wody we Fridingen w obecności przedstawicieli rządów Badenii i Wirtembergii potwierdził przypuszczenie profesora Endrista-Stuttgarta, że zapadlisko Fridingen nie tylko prowadzi do Aach, ale że duże ich ilości mogą być również sztucznie stworzone. O zdarzeniu poinformowała niemiecka gazeta w USA. Około 1908 roku we Fridingen wykopano szyb, próbując dowiedzieć się, dokąd wpada woda z tego zapadliska.
W 1927 roku w Sądzie Najwyższym Rzeszy Niemieckiej toczyła się sprawa pomiędzy Wirtembergią i Prusami jako władcą prowincji Hohenzollernów z jednej strony, a krajem związkowym Badenią z drugiej, o rozstrzygnięcie palącego sporu wokół ilościowego uciekania wody przez ponory Dunaju, znanego jako sprawa ponoru Dunaju (niem. Donauversinkungsfall). Sąd wydał postanowienie tymczasowe i pozostawił ostateczne rozstrzygnięcie w kwestii porozumienia stron. W styczniu 1937 r. „Donau-Aach-Gesetz” przekazał Ministrowi Rolnictwa Rzeszy władzę ws. decydowania o niezbędnych środkach i o tym, kto miał pokryć koszty. Po drugiej wojnie światowej, w 1967 r., pomiędzy Immendingen i Möhringen zbudowano kanał, który doprowadza wodę do Tuttlingen w okresach niskiego poziomu wody.

## Perspektywy
W miarę rozwoju krasu nie można dokładnie przewidzieć lokalizacji przyszłych odcinków z ponorami. Podziemna rzeka Dunaj usuwa rocznie z systemu krasowego około 7000 ton wapna, czyli 2700 m³ objętości. Można sobie wyobrazić przyszłą ekspansję lub zapadnięcie się systemu podziemnego, co uwidoczniłoby się nad ziemią w postaci zapadlisk lub ponorów.
W dłuższej perspektywie dzisiejszy górny Dunaj zostanie prawdopodobnie w całości przekierowany do Radolfzeller Aach, a tym samym do Renu. Oznaczałoby to, że nowymi górnymi biegami Dunaju stałyby się inne, obecnie nieistotne dopływy. Dunaj doświadczył podobnego kaptażu w dalszej części rzeki, podczas zlodowacenia Würm, kiedy Feldberg-Dunaj został przejęty przez Wutach w wąwozie Wutach w pobliżu Blumberg.

## Współrzędne
Woda Dunaju wpada w ponory w Immendingen (47°55′45.78″N 8°45′26.07″E) i Fridingen↵(48°00′38.98″N 8°55′03.41″E) i pojawia się w Aachtopf (47°50′48″N 8°51′29″E). Wpada do Jeziora Bodeńskiego w Radolfzell (47,732714°N 8,941112°E). Ren wypływa z Jeziora Bodeńskiego (47,658797°N 8,858414°E) i kieruje się do Bazylei, gdzie skręca na północ (47,561006°N 7,589321°E).